# Pero Tadić
Pero Tadić (* 19. März 1956 in Duvno) ist ein ehemaliger jugoslawischer Boxer im Halbschwergewicht und Bronzemedaillengewinner der Weltmeisterschaften 1982 in München.

## Boxkarriere
Der für Pula und Split boxende Pero Tadić wurde 1979 erstmals Kroatischer Landesmeister, erreichte im selben Jahr noch einen dritten Platz bei den jugoslawischen Meisterschaften in Pula und 1980 ebenfalls einen dritten Platz bei den Balkanmeisterschaften in Pernik.
1981 wurde er dann mit einem Finalsieg gegen Tadija Kačar erstmals Jugoslawischer Meister im Halbschwergewicht und wiederholte den Titelgewinn 1982 in Borovo und 1983 in Pristina. Zudem gewann er die Balkanmeisterschaft 1982 in Bursa mit einem K.-o.-Sieg im Finale gegen den Gewinner des Vorjahres, Selâmi Karakelle.
Bei den Weltmeisterschaften 1982 in München gewann er nach einer Halbfinalniederlage gegen Paweł Skrzecz eine Bronzemedaille, ebenso bei den Europameisterschaften 1983 in Warna und den Europameisterschaften 1985 in Budapest, nach Niederlagen im Halbfinale gegen Witalij Katschanowskyj bzw. Nurmagomed Schanawasow.

## Nach dem Boxen
Er war Trainer der kroatischen Boxnationalmannschaft und ab 2013 auch Vizepräsident des Kroatischen Boxverbandes. Zudem betreibt er seit 1991 die Pizzeria Jupiter in Pula.